# Elizabethkingza
Elizabethkingia là một chi của vi khuẩn được mô tả vào năm 2005, được đặt theo tên của nhà vi trùng học người Mỹ Elizabeth Osborne King, người phát hiện ra các loài vi khuẩn điển hình. Một nghiên cứu năm 2014 cho thấy Elizabethkingia là một vi khuẩn gây bệnh mới nổi trong môi trường bệnh viện, với tỷ lệ hiện diện của chúng trong các đơn vị chăm sóc đặc biệt đã tăng lên đáng kể từ năm 2004. Chúng sở hữu bộ gen có khả năng kháng kháng sinh và có độc lực. Với một phác đồ điều trị kém hiệu quả thì có thể dẫn đến tỷ lệ tử vong cao cho bệnh nhân.
Chi này bao gồm bốn loài:
- Elizabethkingia anophelis: loài này được phân lập từ muỗi Anopheles, có thể gây bệnh đường hô hấp ở người,[3][4] và là tác nhân của bùng nổ dịch năm 2016 tập trung ở Wisconsin
- Elizabethkingia endophytica, phân lập từ mụn cành ngô ngọt, Zea mays' [5]
- Elizabethkingia meningoseptica, có thể gây ra sự bùng phát viêm màng não ở trẻ sơ sinh, đặc biệt ở trẻ sinh non [6]
- .Elizabethkingia miricola, phân lập từ nước ngưng tụ trong trạm vũ trụ Mir - Space Station Mir.[7]